# Битка за Таијуан
Јапанска офанзива под називом битка код Таијуана била је велика битка вођена 1937. између Кине и Јапана названа по Таијуану, главном граду провинције Шанси, који је лежао у 2. војној области. Битка је завршена победом Јапана над кинеском Националном револуционарном армијом (НРА), укључујући део Суијуана, већи део Шансија и арсенала НРА у Таијуану, и ефективно окончала организовани отпор великих размера у области Северне Кине.
Јапанске снаге су укључивале јапанску војску северне Кине под Хисаичи Тераучијем, елементе Квантуншке армије и елементе армије унутрашње Монголије коју је предводио Демчугдонгруб. Кинеским снагама су командовали Јан Сишан (војсковођа Шансија), Веј Лихуанг (14. армијска група) и Фу Зуоји (7. армијска група), као и Џу Де који је предводио Армију Осме руте Комунистичке партије Кине (под Другом армијом у склопу савеза Другог уједињеног фронта).
Окупација територија дала је Јапанцима приступ угљу из Датунга у северном Шансију, али их је такође изложила нападима герилских снага националистичке армије, укључујући Армију Осме руте, везујући многе јапанске трупе које су могле бити преусмерене у друге кампање.
Битку су обележиле жестоке урбане борбе.

## Хронологија
Септембра 1937. Хидеки Тоџо је послао јапанску војску стационирану у Чахару да изврши инвазију на Шанси како би искористила њене ресурсе. Град Датунг је пао, а НРА је била приморана да пређе у дефанзиву и концентрисала је своје трупе дуж Великог зида у биткама на местима попут Пингсјингуана и на истоку код Њангзигуана.
Дана 21. септембра 1937., мајор Хироши Мива, командант 1. Дајтај, 16. Хико Рентај из ИЈААФ-а, који је био некадашњи ангажовани војни инструктор летења за ваздушни корпус Фенгчанске армије Џанга Сјуелијанга и добро познат у круговима кинеске војне авијације , предводио је 7 ловаца Кавасаки Ки-10 у мисију пратње за 14 бомбардера Мицубиши Ки-2 да нападну град Таијуан, наишао на В-65Ц Корсер и Кертис Хоук II кинеског ваздухопловства, и оборио их неколико, међутим сам мајор Мива је оборен и убијен изнад Таијуана у дуелу са капетаном Чан Ки-Вонгом, командантом 28. ПС, 5. ПГ док је летео Кертис Хоук II.
Јан Сишан је такође послао трупе да појача Шиђаџуанг, али то је изазвало недостатак особља за одбрану области Северне Кине, што је омогућило јапанској војсци да се пробије на север, приморавајући Кинезе да се врате на нову линију код Сјинкоуа, Шанси. Борбе су се наставиле у октобру у бици код Сјинкоуа све док Јапанци нису заобишли Ниангзигуан крајем октобра, компромитујући кинеску одбрану, што је резултирало падом Тајјуана.